# Mandschir Chiid

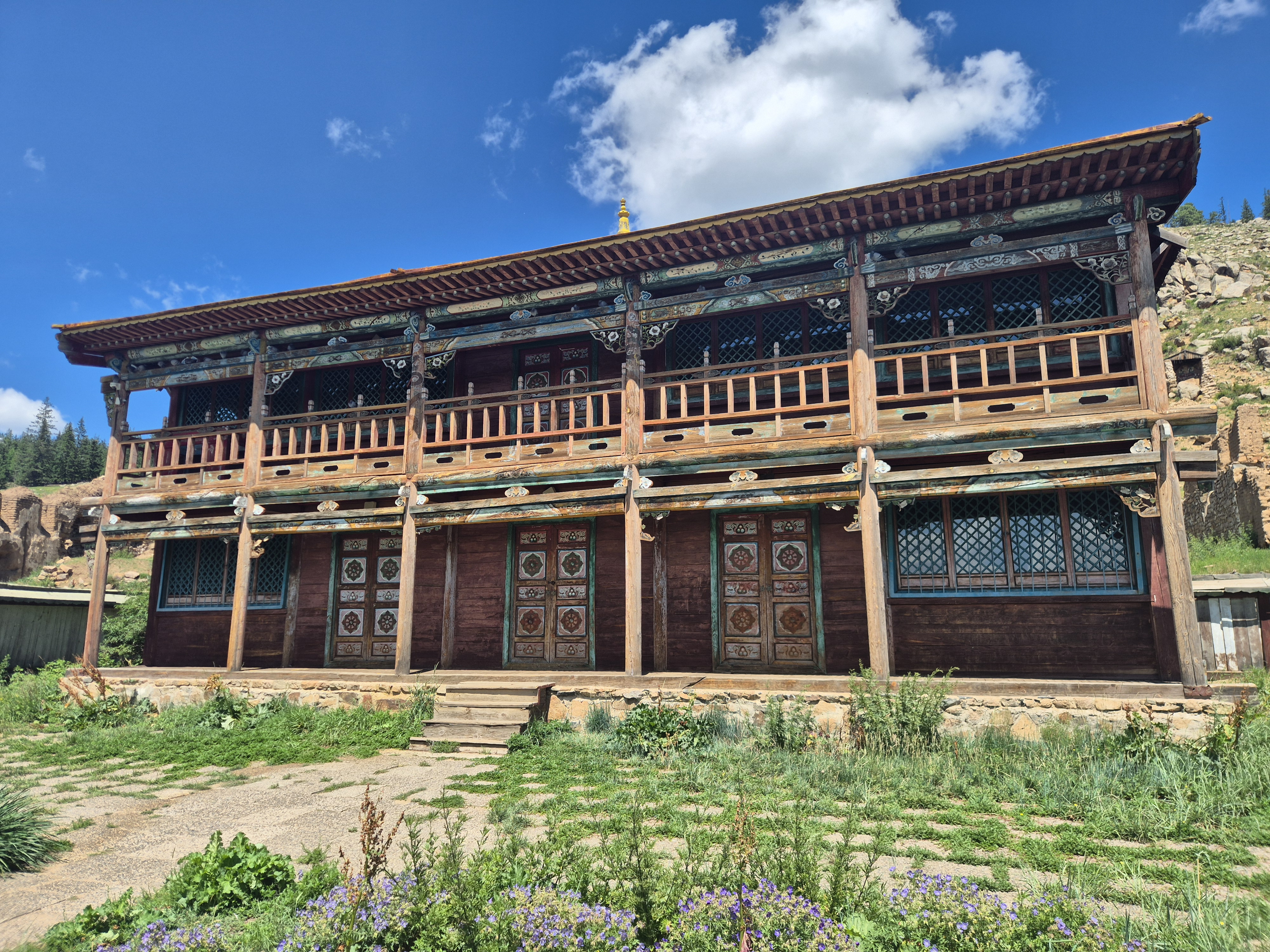
Hauptgebäude des Klosters

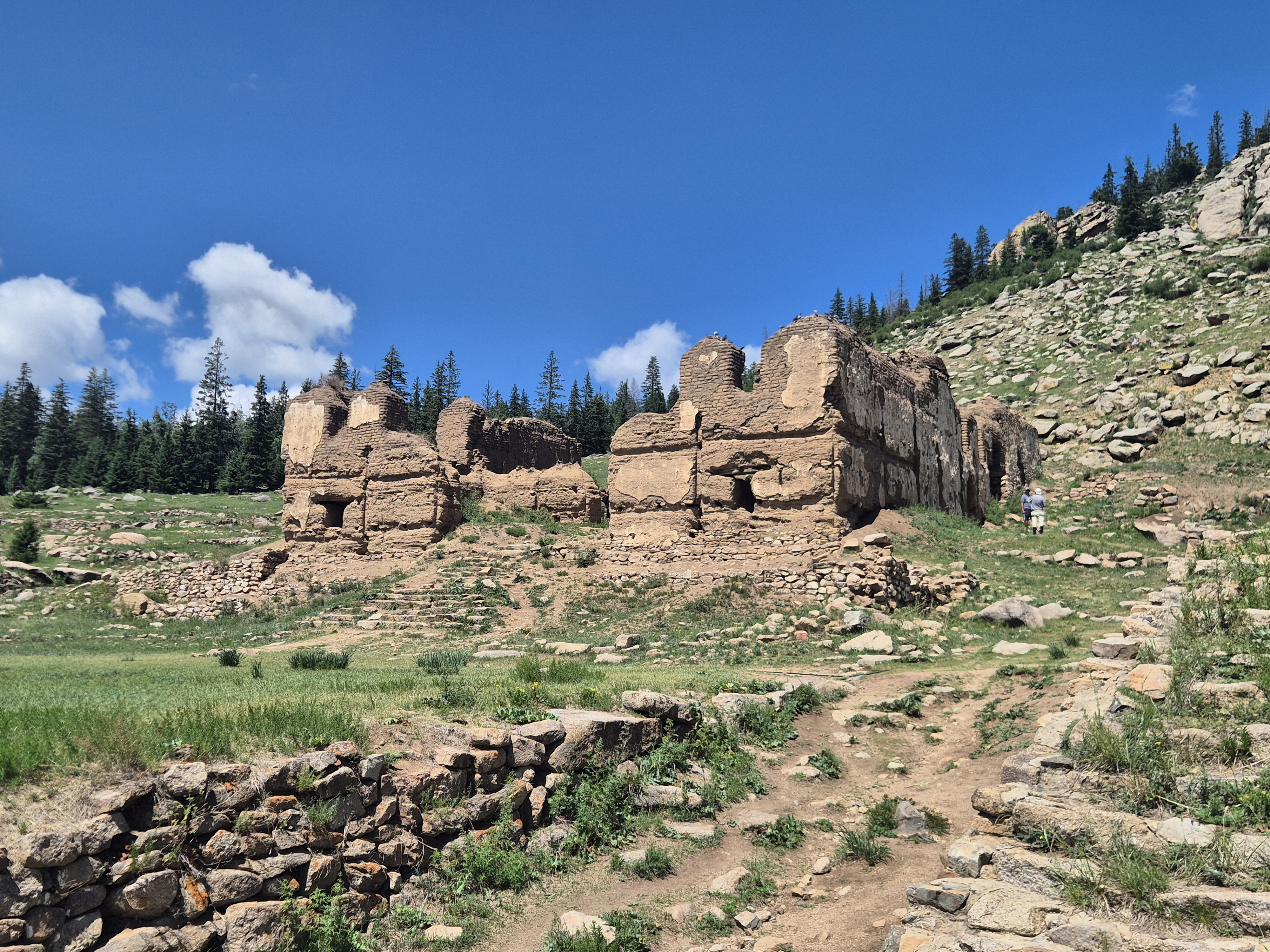
Ruine des Togchin Tempels

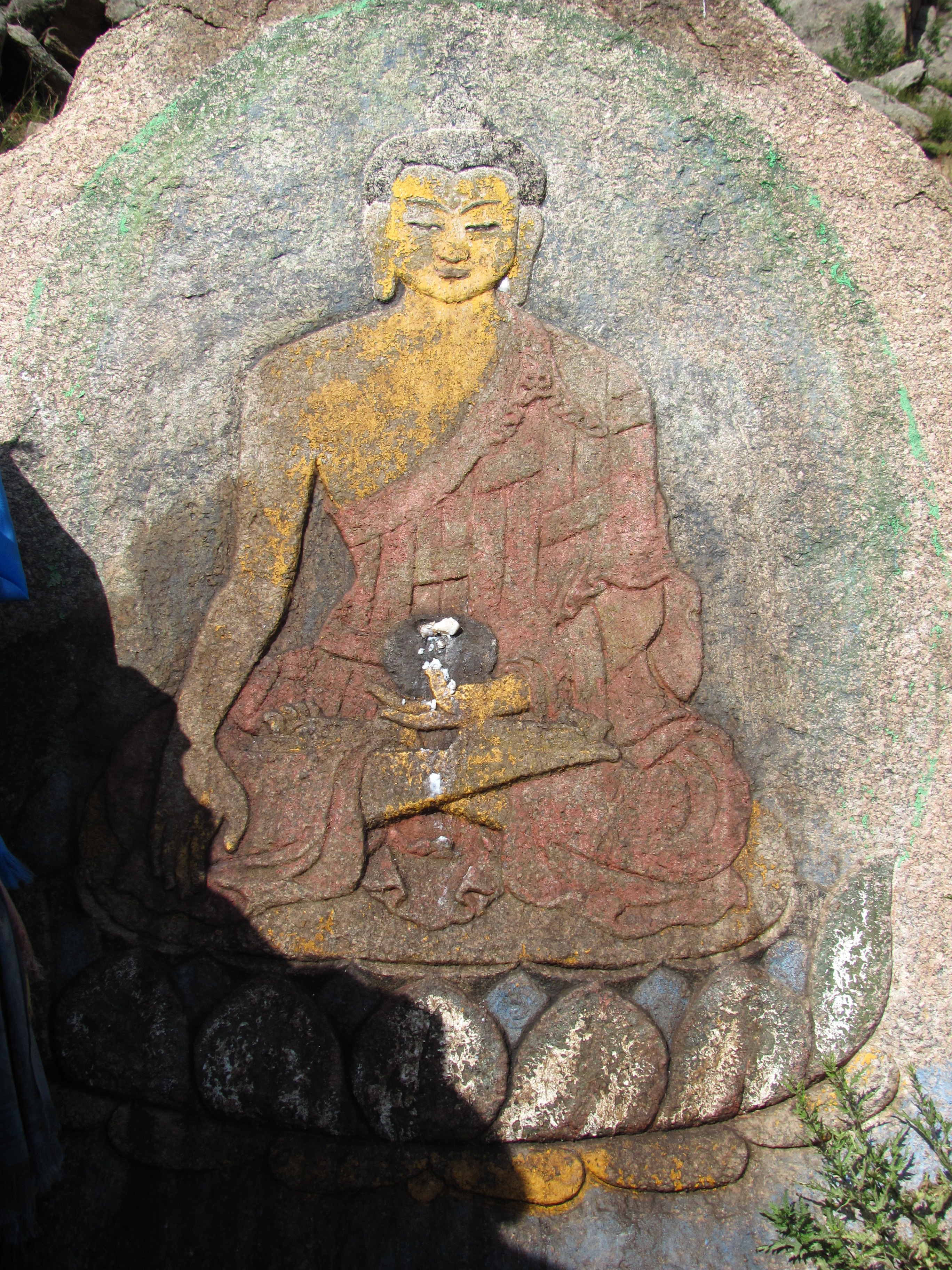
Buddhist. Relief (18. Jahrhundert)

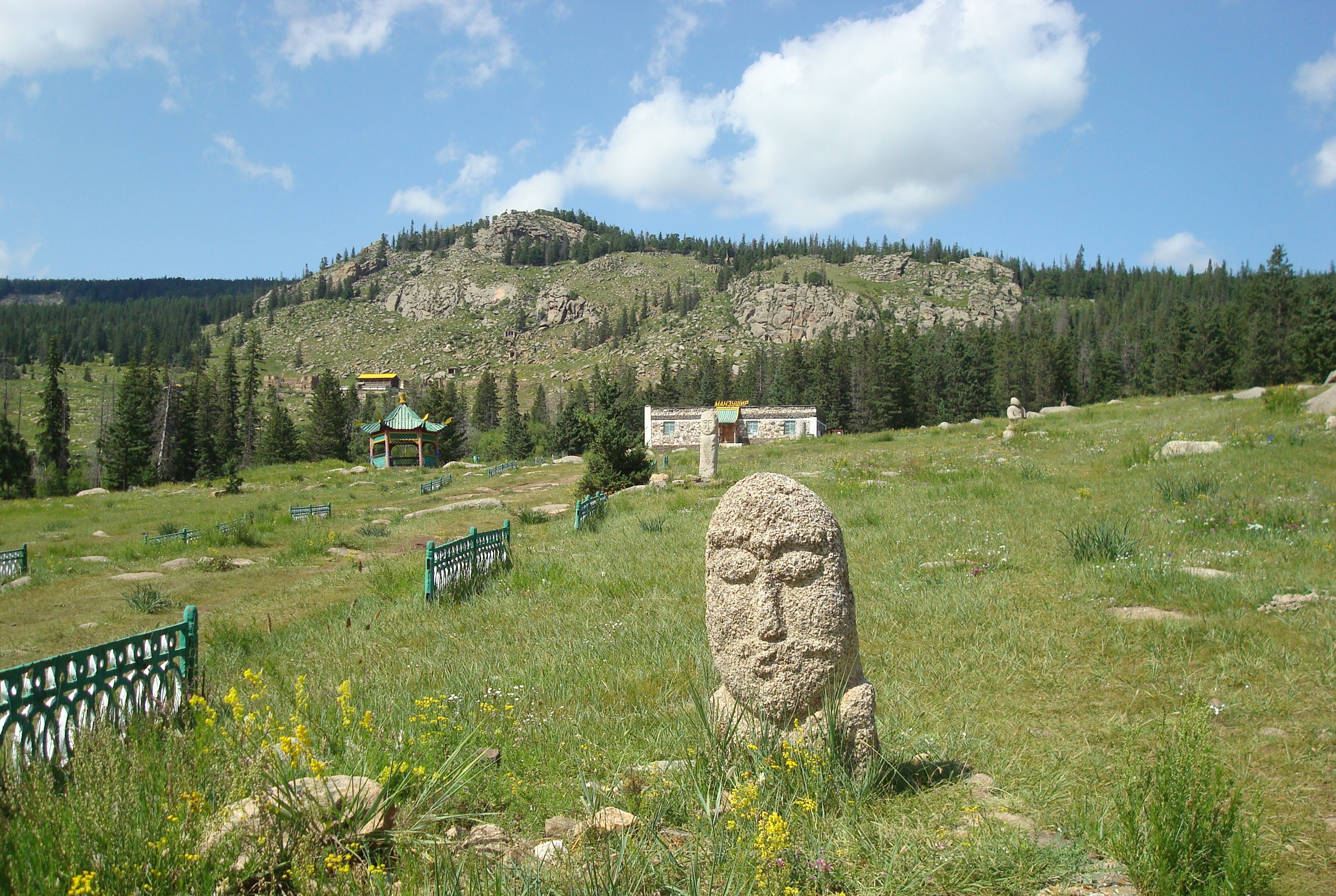
Menschlicher Hirschstein auf dem Klostergelände

Mandschir Chiid (mongolisch Манзуширын Хийд) ist ein buddhistisches Kloster in der Stadt Dsuunmod, dem Hauptort des Zentralaimags der Mongolei.

## Lage
Das Kloster Mandschir Chiid befindet sich 6 km nordöstlich der Stadt Dsuunmod, die 1529 m. ü. d. M. und 43 km südlich der Hauptstadt Ulaanbaatar liegt. Es wurde auf einem ansteigenden Gelände angelegt, das zur Südseite des bis zu 2256 m hohen Gebirges Bogd Khan Uul  gehört.

## Geschichte
Das Kloster Mandschir Chiid wurde 1733 gegründet. Seit 1750 war es dem Bogd Gegen persönlich unterstellt. Bis zu seiner Zerstörung war es eines der größten Klöster der gesamten Mongolei – an den religiösen Zeremonien nahmen nicht selten über 1000 Mönche teil.
1937 wurde die Anlage während des stalinistischen Terrors in der Mongolei zerstört; nur Reste der aus Lehm errichteten Grundmauern sowie die heute noch sichtbaren steinernen Sockel der Gebäude blieben erhalten.
1990 begann der Wiederaufbau einzelner Gebäude.

## Anlage und Gebäude
In den 1990er Jahren wurde das Hauptgebäude wieder errichtet und dient heute als Museum. Daneben erhebt sich der auch als Ruine eindrucksvolle 1749 erbaute Togchin Tempel, dessen Baustil an die Tempel Tibets erinnert. In dem ausgedehnten Klosterareal sind die Ruinen von insgesamt 17 Gebäuden auszumachen, die über ein ansteigendes Gelände verteilt sind.
In der Felswand oberhalb der Klosteranlage sind mehrere buddhistische Felsmalereien und Reliefs aus dem 18. Jahrhundert sehenswert, die 1937 von der Zerstörung verschont blieben. An einigen Felsen befinden sich erhaltene buddhistische Inschriften in tibetischer Sprache.
Am Eingang des Klosterareals ist ein kleines Museum eingerichtet, in dem u. a. ein Gemälde zu sehen ist, das die Klosteranlage vor der Zerstörung von 1937 darstellt. Unweit des Museums ist ein großer, 2 Tonnen schwerer Bronzekessel aus dem Jahre 1726 mit einer tibetischen Inschrift beachtenswert, in dem zur Verpflegung von Pilgern gleichzeitig 10 Schafe oder 2 Rinder zubereitet werden konnten. Ebenfalls in Nähe des Museums befinden sich Hirschsteine mit menschlichen Gesichtern auf dem Gelände.
In Zuunmod ist etwas außerhalb des Stadtzentrums auch das kleine Kloster Daschtschoinchorlon Chiid mit seinem Tempel, in dem regelmäßig buddhistische Zeremonien und Andachten stattfinden, sehenswert.